# Pfarrhaus (Fuchsstadt)

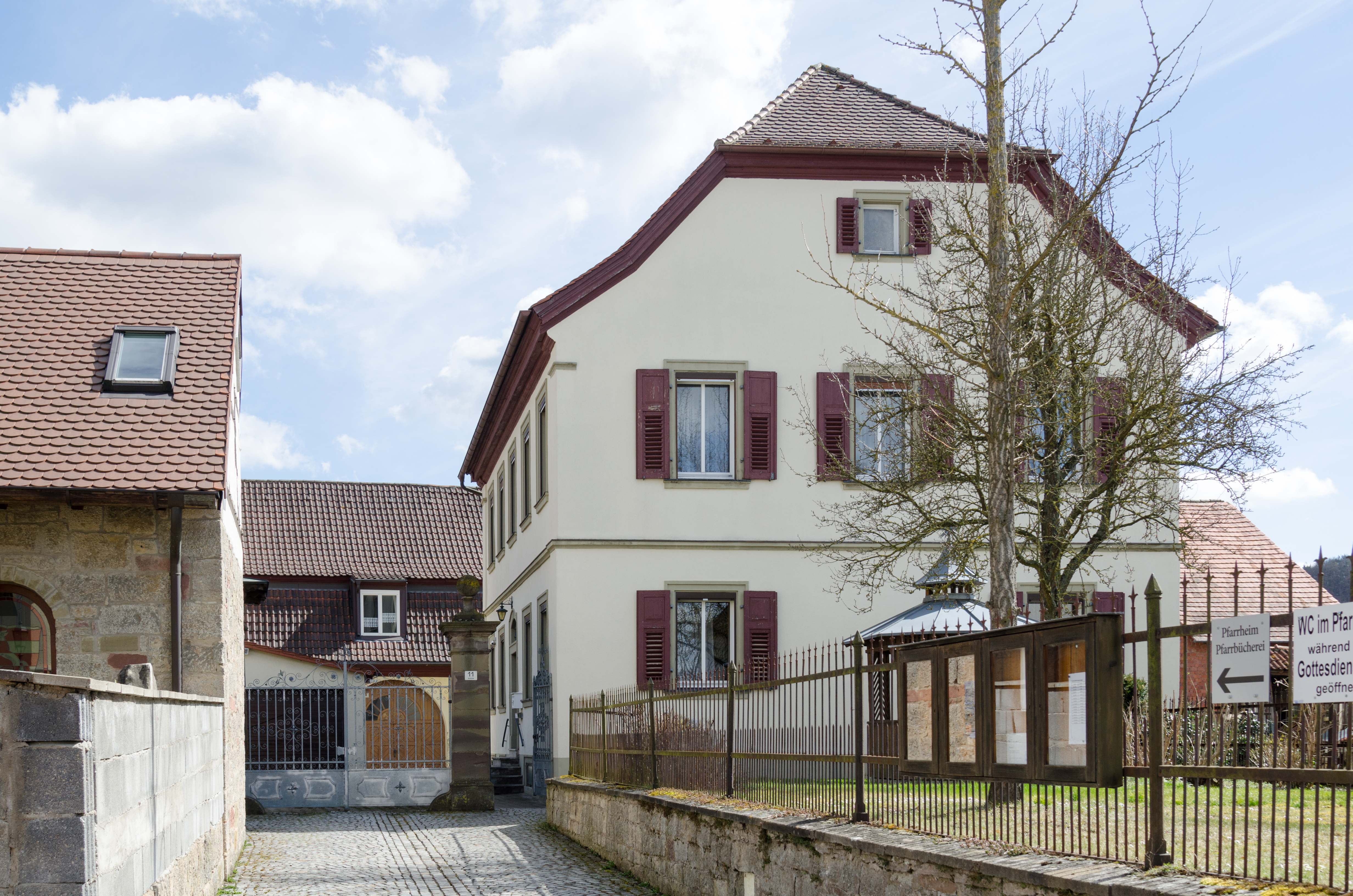
Pfarrhaus in Fuchsstadt

Das Pfarrhaus in Fuchsstadt, einer Gemeinde im unterfränkischen Landkreis Bad Kissingen in Bayern, wurde um 1800 errichtet. Das Pfarrhaus an der Kirchstraße 11, in der Nähe der katholischen Pfarrkirche Mariä Himmelfahrt, ist ein geschütztes Baudenkmal.
Der zweigeschossige Krüppelwalmdachbau besitzt drei zu fünf Fensterachsen. Die Fenster und das Portal, das über eine Freitreppe zu erreichen ist, sind mit Sandsteinumrandungen versehen.